# جغرافیای بلاروس

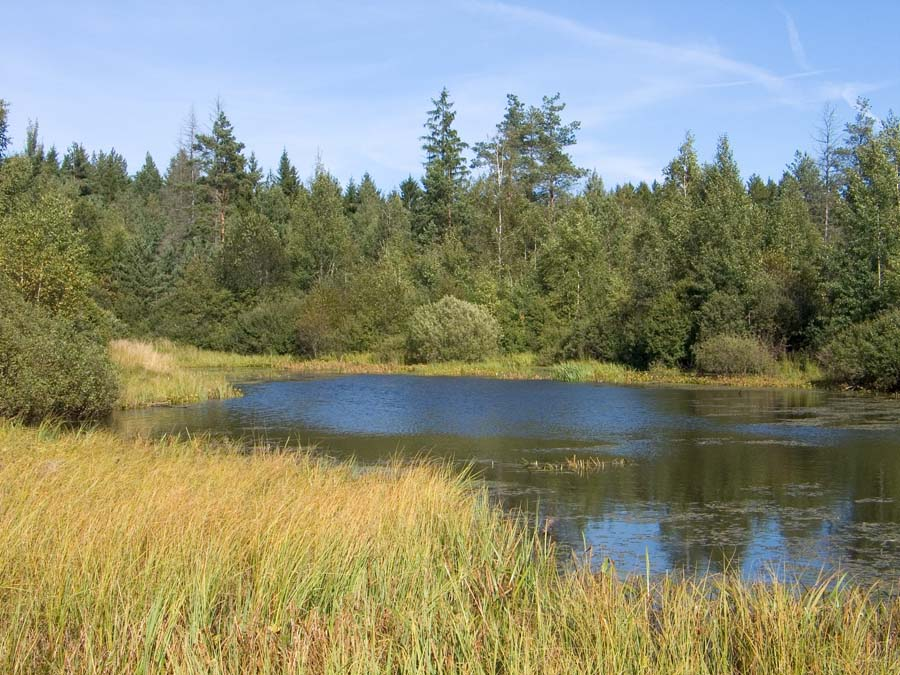
تالاب‌ها، جنگل‌ها و دریاچه‌ای در بلاروس

بلاروس (بلاروسی: Беларусь، الفبای لاسینکا: Belaruś؛ (به روسی: Белору́ссия)، نام قدیمی تر: Белору́ссия تلفظ: بِلُروسّییا)
یک سرزمین دور از دریا در اروپای خاوری است، که با کشورهای روسیه، اوکراین، لهستان، لیتوانی، و لتونی هم‌مرز است. پایتخت آن شهر مینسک است، و شهرهای مهم دیگر آن برست، برست، گرودنو، گومل، موگلیف و ویتبسک هستند.
مساحت کشور بلاروس ۲۰۷٬۵۹۵ کیلومتر مربع و کم و بیش اندازه گویان است. بلاروس یک کشور دور از دریا، نسبتاً پست، و شامل نواحی گسترده‌ای از سرزمین‌های باتلاقی (تالابی) می‌باشد. دریاچه‌ها و رودخانه‌ها این کشور را بریده بریده نموده‌اند.
بزرگ‌ترین منطقه باتلاقی آن پولزیا است که در میان وسیع‌ترین تالاب‌های اروپایی قرار دارد. ۱۱ هزار دریاچه در بلاروس وجود دارد، اما اکثر این دریاچه‌ها کمتر از ۵/۰ کیلومتر مربع (۱۲۴ مایل مربع) وسعت دارند. سه رودخانه اصلی در داخل این کشور جریان دارند، رود نمان، رودخانه پریپیات، و رود دنیپر.
بلندترین نقطه بلاروس در جیارژیانسکارا هارا (تپه جیارژیانسکارا) به بلندای ۳۴۵ متر (۱۱۳۲ پا) می‌باشد. آب و هوای آن از زمستان‌های بسیار سرد (دمای متوسط در ژانویه در دامنه‌ای بین ۸- درجه سلسیوس تا ۲- درجه سلسیوس) تا تابستان‌های خنک و بارانی (میانگین دمای ۱۵ درجه سلسیوس تا ۲۰درجه سلسیوس) در نوسان است.
جنگل‌ها ۳۴٪ کل مناظر این کشور را پوشانده‌اند، و محصولات جنگلی را یکی از پررونق‌ترین منابع طبیعی برای این سرزمین می‌کنند. دیگر منابع طبیعی که می‌توان در بلاروس یافت شامل ذخایر زغال سنگ نارس، مقادیر اندکی نفت و گاز طبیعی، گرانیت، دولومیت، سنگ آهک، خاک رسوبی (آهک دار)، گل سفید، ماسه، شن و خاک رس می‌شود.
در حدود یک پنجم این سرزمین، بیشتر در ایالات جنوب خاوری و گومیل و ماگیلیوف هنوز تحت تأثیر انفجار سال ۱۹۸۶ درفاجعه نیروگاه هسته‌ای چرنوبیل، اوکراین قرار دارد. با این که مقدار پرتوافکنی از زمان فاجعه تاکنون (تا یک درصد) کاهش یافته، بیشتر این ناحیه به عنوان نواحی غیرقابل سکونت در نظر گرفته شده‌است.

## موقعیت
- شمال باختری:لیتوانی
- شمال:لیتوانی؛ روسیه
- شمال خاوری:
- باختر:لهستان
- مرکز:بلاروس
- خاور:روسیه
- جنوب باختری:
- جنوب:اوکراین
- جنوب خاوری:

## تقسیمات کشوری

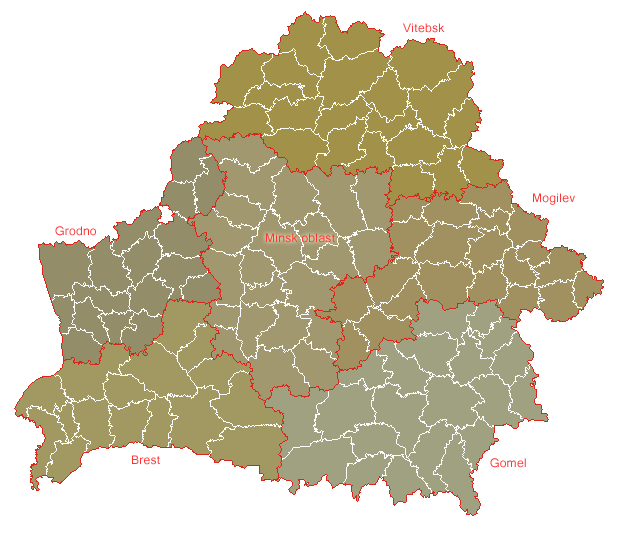
تقسیمات کشوری

بلاروس به شش استان ("oblast") تقسیم می‌شود، که شهرهای آن به عنوان مراکز اداری آن نامیده می‌شوند. شهر مینسک، واقع در ایالت مینسک، دارای جایگاه ویژه‌ای از یک زیر مجموعه کشوری است که هیچ‌یک از این ووبلاست‌ها آن را شامل نمی‌شوند.
تقسیم‌بندی زیر گروهی " اوبلاست " میراث دوره شوروی می‌باشد. اوبلاست‌ها نیز خود به زیرگروه‌هایی به نام " رایون "ها تقسیم می‌شوند. ترجمه رایج این واژه " بخش "ها یا " نواحی" است. مقامات اداری محلی (" رایساوت "، "مشاور رایون ") از سوی ساکنین رایون انتخاب می‌شوند؛ و مقامات اجرایی محلی ("مدیریت رایون ") نیز توسط مسئولان بالاتر اجرایی منسوب می‌گردند. به همین صورت، هر اوبلاستی دارای یک مقام قانونگذار خود ("اوبلزووت ") بوده که از طرف ساکنان آنجا انتخاب می‌شود، و نیز یک مقام اجرایی ("مدیریت اوبلاست ") که رهبر آن از سوی رئیس‌جمهور تعیین می‌شود.
(مراکز مدیریتی در داخل پرانتزها قرار گرفته‌اند)
1. مینسک (پایتخت)
2. ایالت برست (برست)
3. ایالت گومیل (گومیل)
4. ایالت گرودنا (گرودنا)
5. ایالت ماگیلیوف (ماگیلیوف)
6. ایالت مینسک (مینسک)
7. ایالت ویتبسک (ویتبسک)